# Kaspar Ulrich von Regenstein
Graf Kaspar Ulrich (XI.) von Regenstein (* 1532; † 16. Dezember 1575) war Dompropst zu Naumburg (Saale) und Abt des Klosters Michaelstein bei Blankenburg (Harz).

## Leben
Er stammte aus dem Geschlecht der Grafen von Regenstein und war der Sohn des regierenden Grafen Ulrich X. von Regenstein. Ab 1563 war er Dompropst in Naumburg und Abt des Klosters Michaelstein. Er wurde in Blankenburg begraben.